# Lucio Vezio
Lucio Vezio o Vettio (in latino Lucius Vettius; ... – Roma, 59 a.C.) è stato un politico romano di origine picena, appartenente alla gens Vettia. Fu un esponente della classe degli equites nell'ultimo periodo della Repubblica romana.

## Biografia

### Giovinezza e prima denuncia
Vezio, probabilmente proveniente dal piceno, servì in giovane età come ufficiale di Gneo Pompeo Strabone nella Guerra Sociale, con Lucio Sergio Catilina, Marco Tullio Cicerone e Gneo Pompeo Magno.
Rimase in stretta relazione con Catilina e fu imputato nel processo della prima accusa di congiura nel 66 a.C. Nel 64 a.C. faceva parte della più importante congiura e quando essa fu scoperta, nel 63 a.C., Vezio tradì Catilina e aiutò Cicerone a sventarla, facendo molti nomi sotto pagamento, tra cui quello di Gaio Giulio Cesare. Insieme a lui cambiarono posizione il questore Novio Nigro, che confermò i nomi di Vezio, e Quinto Curio, che denunciò pubblicamente Cesare in Senato. Cesare fu però assolto da ogni accusa e Vezio fu costretto a ritirarsi dalla politica e forse fu anche imprigionato.

### Il caso Vezio
Nel 59 a.C. denunciò un altro complotto, questa volta ai danni di Pompeo Magno, facendo i nomi di Lucio Licinio Lucullo e di Gaio Scribonio Curione. Screditato, fu imprigionato ed ucciso in condizioni misteriose.